# Завітинськ
Завітінськ, Завитинськ (рос. Завитинск) — місто (з 1954) в Амурській області, Російська Федерація. Районний центр.
Належить до поселень Зеленого Клину.
Північніше міста знаходиться військовий аеродром «Завітінськ».

## Географія
Розташоване між річками Завита та Бурея (притоки Амуру).

## Історія
Засноване 1906 року як поселення Завита, від 1912 року — залізнична станція, де в 1917—1922 діяла українська громада.
25 липня 1922 на виборах до Амурських обласних зборів Далекосхідньої Республіки по Завитинському району було висунуто список «українського вільного селянства», який, попри всі фальшування з боку більшовиків, набрав 1378 голосів (4 місце з 6). Кандидат від українського списку Михайло Переяславцев був обраний депутатом обласних зборів.
Під час українізації — центр Завитинського українського національного району (1931—1932).
Від 1991 року в Завитинську діяло Амурське товариство української мови імені Тараса Шевченка.

## Населення
Згідно з переписом 1926 року, на станції Завитій мешкало 4298 осіб, серед яких певна частина українців.
| 1939    | 1959    | 1967    | 1970    | 1979    | 1989    | 1992    |
| ------- | ------- | ------- | ------- | ------- | ------- | ------- |
| 11 738  | ↗16 025 | ↗19 000 | ↗19 009 | ↘17 475 | ↗21 838 | ↗22 300 |
| 1996    | 1998    | 2000    | 2001    | 2002    | 2003    | 2005    |
| ↘21 700 | ↘20 700 | ↘19 300 | ↘19 100 | ↘14 248 | ↘14 200 | ↘13 400 |
| 2006    | 2007    | 2008    | 2009    | 2010    | 2011    | 2012    |
| →13 400 | ↘13 200 | ↘13 000 | ↘12 849 | ↘11 481 | ↘11 439 | ↘11 285 |
| 2013    | 2014    | 2015    | 2016    | 2017    | 2018    |         |
| ↘11 122 | ↘10 952 | ↘10 876 | ↘10 830 | ↘10 743 | ↘10 721 |         |